# Муллангулово
Муллангулово — упразднённый посёлок в Асекеевском районе Оренбургской области. На момент упразднения входил в состав сельского поселения Новосултангуловский сельсовет. Исключен из учётных данных в 1999 году.

## География
Располагался в вершине оврага Муллангуловский, на расстоянии, примерно, 5,5 километр к юго-западу от поселка Чкаловский.

## История
По данным на 1931 год посёлок Муллангулово состоял из 29 хозяйств. В административном отношении входил в состав Курбанайского сельсовета Бугурусланского района Средневолжского края. Посёлок являлся отделением колхоз «Ирк».
Постановление Законодательного Собрания Оренбургской области от 19.02.1999 № 209/39-ПЗС посёлок исключен из учётных данных.

## Население
По данным на 1930 год в поселке проживало 149 человек, основное население — татары.